# Hostetter
Hostetter es un lugar designado por el censo ubicado en el condado de Westmoreland en el estado estadounidense de Pensilvania. En el Censo de 2010 tenía una población de 740 habitantes y una densidad poblacional de 638,63 personas por km².

## Geografía
Hostetter se encuentra ubicado en las coordenadas 40°15′50″N 79°23′52″O / 40.26389, -79.39778. Según la Oficina del Censo de los Estados Unidos, Hostetter tiene una superficie total de 1.86 km², de la cual 1.86 km² corresponden a tierra firme y (0%) 0 km² es agua.

## Demografía
Según el censo de 2010, había 740 personas residiendo en Hostetter. La densidad de población era de 638,63 hab./km². De los 740 habitantes, Hostetter estaba compuesto por el 97.16% blancos, el 0.41% eran afroamericanos, el 0% eran amerindios, el 1.35% eran asiáticos, el 0% eran isleños del Pacífico, el 0.27% eran de otras razas y el 0.81% pertenecían a dos o más razas. Del total de la población el 0.54% eran hispanos o latinos de cualquier raza.